# Vicia articulata
Vicia articulata  es una especie  de la familia de las fabáceas.

## Descripción
Vicia articulata es una planta herbácea anual, glabra. Tallos de  40 cm de largo. Hojas con seis u ocho pares de folíolos; folíolos de 5-15 x 1-2 mm, de estrechamente cuneados a lineares, truncados, mucronados, o tridentados; estípulas de cada hoja dimórficas, una entera, la otra palmatífida con diez o doce lóbulos subulados. Las inflorescencias en racimos de 25-35 mm, más cortos o tan largos como las hojas, con una o dos flores, cortamente aristados. Flores de  de 12 mm. Cáliz con dientes más largos que el tubo. Corola purpurea pálida, con el extremo más oscuro, virando a blanquecina en la desecación. Legumbre de 20-25 x c. 6 mm, con sutura superior ondulada, glabra, con estípite más corto o más largo que el tubo del cáliz, con dos a cuatro semillas. Semillas de 4 mm, con hilo  1/10 del contorno de la semilla. Florece y fructifica de abril a junio.

## Distribución y hábitat
Se encuentra en cultivos y bordes de caminos; a una altitud de 0-850 metros en el sur de Europa, sureste de Asia y Egipto; introducida en el C de Europa, Norteamérica y Macaronesia. Cultivada y subespontánea en la mayor parte de la península ibérica, posiblemente autóctona o naturalizada desde la antigüedad en el centro y sur de España.

## Taxonomía
Vicia articulata fue descrita por Jens Wilken Hornemann y publicado en Enum. Pl. Hort. Hafn. (rev. ed.) 41. 1807.
Citología
Número de cromosomas de Vicia articulata (Fam. Leguminosae) y táxones infraespecíficos: 
2n=14
Etimología
Vicia: nombre genérico que deriva del griego bíkion, bíkos, latinizado vicia, vicium = la veza o arveja (Vicia sativa L., principalmente).
articulata: epíteto latino que significa "articulada".
Sinonimia:
- Cracca monanthos Gren. & Godr.
- Ervum monanthos L.
- Lens monantha (L.) Moench
- Vicia monanthos (L.) Desf.
- Vicia multifida Wallr.
- Vicia smyrnaea Boiss.[6]

## Nombre común
- Castellano: alberja, algalrroba, algarroba, algarroba de Castilla, algarrobas, alverja, arveja, arveja cuadrada, arvejana, arvejera, arvejona, cuadrado, garroba, garroba de Castilla, garrobas, garrubia, lenteja, lenteja de Aragón, paja herbaliza, vicia.[7]